# Trinckbach
Le Trinckbach  est un ruisseau du département de la Moselle en région Grand Est, et un affluent de l'Ihnerbach, donc un sous-affluent du Rhin, par la Nied, la Sarre et la Moselle.

## Géographie
De 5,1 km de longueur.

### Communes traversées
Dans le seul département de la Moselle, le Trinckbach traverse seulement deux communes : Heining-lès-Bouzonville (source) et Villing (confluence).